# Kartajol
Kartajol (ros. Картаёль) – wieś (dieriewnia) w Rosji, w Republice Komi, w rejonie iżemskim. W 2021 liczyła 251 mieszkańców.